# Otomo (Automarke)

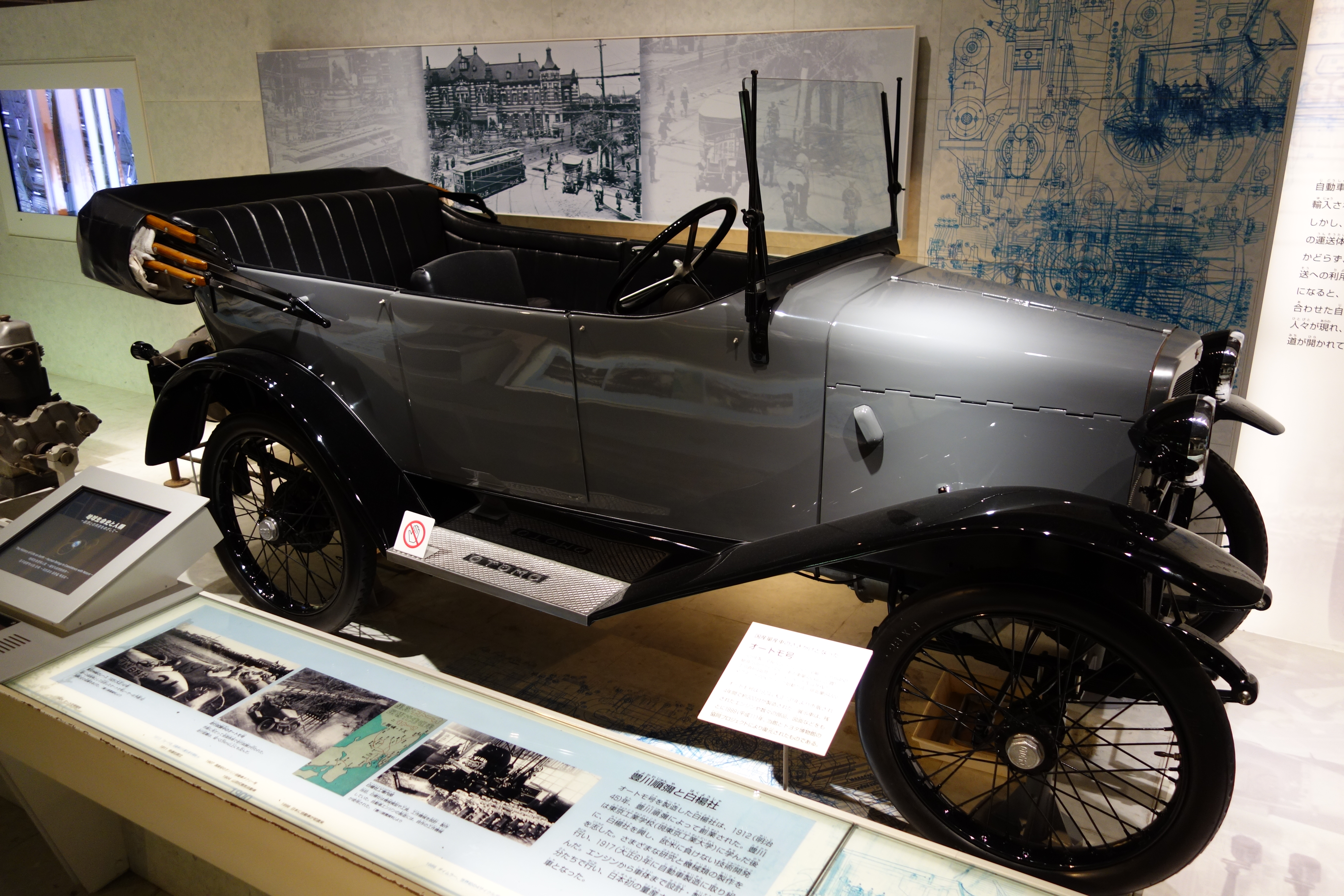
Nachbau eines Otomo

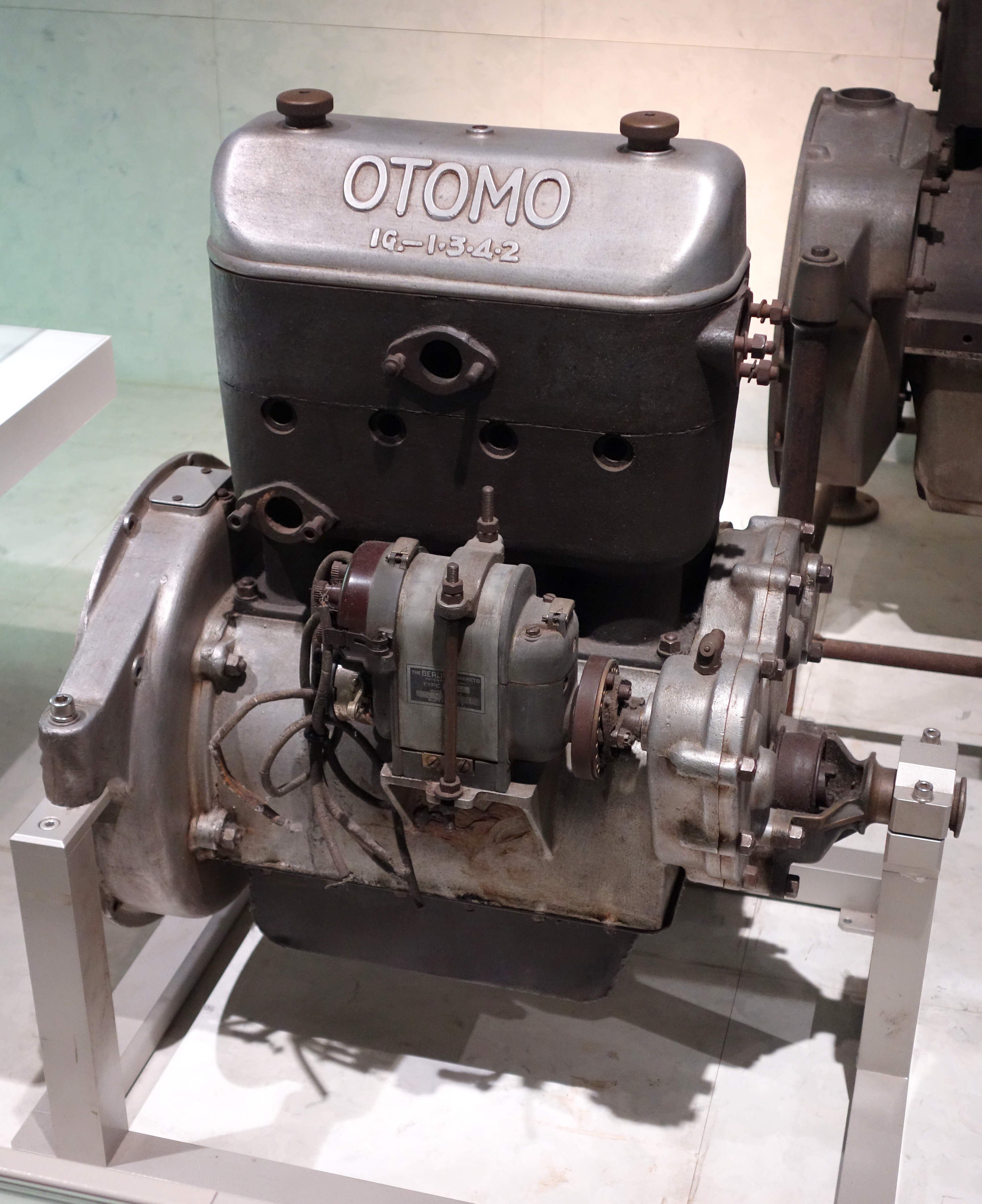
Motor

Otomo war eine japanische Automarke.

## Markengeschichte
Der Ingenieur Junya Toyokawa, der in den USA Maschinenbau studiert hatte, stellte bereits 1921 im Unternehmen Hakuyosha Ironworks in Tokio zwölf Automobils her, die als Ales vermarktet wurden. 1924 begann die Serienproduktion unter dem Markennamen Otomo. 1927 endete die Produktion. Insgesamt entstanden etwa 270 Fahrzeuge oder etwa 300 Fahrzeuge.
Als erstes japanisches Fahrzeug für den Export gilt ein Otomo, der nach Shanghai verkauft wurde.

## Fahrzeuge
Die ersten Otomo hatten einen luftgekühlten Vierzylindermotor mit 944 cm³ Hubraum und 18 PS Leistung. Das Getriebe hatte drei Gänge. Zur Wahl standen Zweisitzer, Tourenwagen, Limousine und Kastenwagen.
Ab 1926 war ein wassergekühlter Motor mit OHV-Ventilsteuerung und 24 PS Leistung erhältlich.
Eine andere Quelle nennt zum einen das Model S. Überliefert sind Motoren mit 945 cm³ Hubraum und 9 bis 12 PS Leistung, 980 cm³, 1331 cm³ und 1487 cm³ Hubraum. Der Frontmotor trieb die Hinterräder an. Die Fahrzeuge waren 303 cm lang. Die Produktion lief von 1924 bis 1927. Zunächst gab es nur einen zweitürigen Phaeton, einen Roadster und einen Kastenwagen. 1925 kam eine zweitürige Limousine dazu. Zumindest beim Phaeton waren Lenkrad und Vordersitz zentral angeordnet und dahinter eine Sitzbank für zwei Personen. Zwischen 1926 und 1927 gab es außerdem das Model M. Dafür sind 1770 cm³ Hubraum und 12 bis 20 PS sowie 1610 cm³ Hubraum und 24 PS überliefert. Zur Wahl standen eine zweitürige Limousine, ein viertüriger Phaeton und ein Kastenwagen. Die Fahrzeuge waren 360 cm lang.